# 紫波町立紫波東小学校
紫波町立紫波東小学校（しわちょうりつ しわひがししょうがっこう）は岩手県紫波郡紫波町犬吠森間木沢にある公立小学校。

## 概要
学校再編により、彦部・星山・佐比内・赤沢・長岡の5小学校が統合して2022年（令和4年）4月1日に開校した新設校で、紫波第二中学校と紫波東学園を構成する。

## 沿革
- 2022年（令和4年）
  - 4月1日 - 創立。
  - 4月6日 - 開校。開園記念式典並びに第1回入学式挙行。最初の新入生は19名。
- 2023年（令和5年）
  - 3月16日 - 最初の小中合同修了式挙行。
  - 3月17日 - 第1回卒業式挙行。最初の卒業生は35名。

## 通学区域
- 彦部第1区～第10区、佐比内第1区～第9区、赤沢第1区〜第8区、長岡第1区〜第11区[1]。

## アクセス
- 日詰駅より岩手県交通「長岡線」で、「紫波東学園前」下車。
- 紫波中央駅から直線距離で約1.6km・車で5分。

## 周辺
- 紫波町立紫波第二中学校 - 敷地が隣接
- 紫波町総合体育館